# Campeonato Mundial de Ginástica Rítmica de 1973
O VI Campeonato Mundial de Ginástica Rítmica transcorreu entre os dias 15 e 18 de novembro de 1973, na cidade de Roterdã, nos Países Baixos.
Pela primeira foi inserida a competição do aparelho maças, o último aparelho gímnico que ainda não havia sido disputado em nenhuma edição anterior.

## Eventos
- Grupos
- Individual geral
- Arco
- Bola
- Fita
- Maças

## Medalhistas
| Evento           | Ouro                                                                               | Prata                                              | Bronze                                             |
| Grupos           | União Soviética · (37,500)                                                         | Tchecoslováquia · (36,850)                         | Alemanha Oriental · (36,600)                       |
| Individual geral | Maria Gigova · Bulgária · (37,850) · Galina Shugurova · União Soviética · (37,850) | nenhuma                                            | Natalia Krachinnekova · União Soviética · (37,800) |
| Fita             | Galina Shugurova · União Soviética · (19,350)                                      | Natalia Krachinnekova · União Soviética · (19,250) | Maria Gigova · Bulgária · (19,150)                 |
| Arco             | Maria Gigova · Bulgária · (19,500)                                                 | Krassimira Filipova · Bulgária · (19,200)          | Nechka Robeva · Bulgária · (19,150)                |
| Maças            | Galina Shugurova · União Soviética · (18,550)                                      | Natalia Krachinnekova · União Soviética · (18,450) | Maria Gigova · Bulgária · (18,250)                 |
| Bola             | Galina Shugurova · União Soviética · (19,700)                                      | Natalia Krachinnekova · União Soviética · (19,450) | Nechka Robeva · Bulgária · (19,100)                |

## Quadro de medalhas
| Ordem | País              | Medalha de ouro | Medalha de prata | Medalha de bronze |    |
| ----- | ----------------- | --------------- | ---------------- | ----------------- | -- |
| 1     | União Soviética   | 5               | 3                | 1                 | 9  |
| 2     | Bulgária          | 2               | 1                | 4                 | 7  |
| 3     | Checoslováquia    |                 | 1                |                   | 1  |
| 4     | Alemanha Oriental |                 |                  | 1                 | 1  |
| TOTAL | TOTAL             | 7               | 5                | 6                 | 18 |